# Siegen Hauptbahnhof
Siegen – stacja kolejowa w Siegen, w kraju związkowym Nadrenia Północna-Westfalia, w Niemczech. Stacja posiada 2 perony.